# Saprinus africanus
Saprinus africanus är en skalbaggsart som beskrevs av Rolf Martin Theodor Dahlgren 1969. Saprinus africanus ingår i släktet Saprinus och familjen stumpbaggar. Inga underarter finns listade i Catalogue of Life.